# Kabinett Carter
Jimmy Carter gewann 1976 die Wahl zum Präsidenten der Vereinigten Staaten gegen den Amtsinhaber Gerald Ford. Der Demokrat regierte von Januar 1977 bis Januar 1981 und unterlag in der Präsidentschaftswahl am 4. November 1980 Ronald Reagan. Unter Carter wurde das Gesundheits-, Bildungs- und Wohlfahrtsministerium 1980 in das Gesundheits- und das Bildungsministerium aufgeteilt. 
Im August 1977 wurde das Energieministerium geschaffen. Dessen erster Minister war der Republikaner James R. Schlesinger, der zuvor Verteidigungsminister unter Richard Nixon und Ford gewesen war.

## Mehrheit im Kongress
| Präsident                         | Präsident        | Kongress | Haus   | Haus    | Senat | Senat  | Gesamt | Gesamt             |
| --------------------------------- | ---------------- | -------- | ------ | ------- | ----- | ------ | ------ | ------------------ |
|                                   | Jimmy Carter (D) | 95.      |        | 292/435 |       | 62/100 |        | Unified government |
| 96.                               | Jimmy Carter (D) | 278/435  | 59/100 |         |       |        |        | Unified government |
| Quelle: Repräsentantenhaus, Senat |                  |          |        |         |       |        |        |                    |

## Das Kabinett
| Ressort / Amt                                                          | Amtsinhaber                | Partei | Partei           | Zeitraum  | Bild |
| ---------------------------------------------------------------------- | -------------------------- | ------ | ---------------- | --------- | ---- |
| Präsident der Vereinigten Staaten                                      | James Earl Carter          |        | Demokrat (D)     | 1977–1981 |      |
| Vizepräsident der Vereinigten Staaten                                  | Walter Frederick Mondale   |        | D                | 1977–1981 |      |
| Ministerämter                                                          |                            |        |                  |           |      |
| Außenminister der Vereinigten Staaten                                  | Cyrus Roberts Vance        |        | D                | 1977–1980 |      |
| Außenminister der Vereinigten Staaten                                  | Edmund Sixtus Muskie       |        | D                | 1980–1981 |      |
| Finanzminister der Vereinigten Staaten                                 | Werner Michael Blumenthal  |        | D                | 1977–1979 |      |
| Finanzminister der Vereinigten Staaten                                 | George William Miller      |        | D                | 1979–1981 |      |
| Verteidigungsminister der Vereinigten Staaten                          | Harold Brown               |        | Parteilos        | 1977–1981 |      |
| Justizminister der Vereinigten Staaten                                 | Griffin Boyette Bell       |        | D                | 1977–1979 |      |
| Justizminister der Vereinigten Staaten                                 | Benjamin Richard Civiletti |        | D                | 1979–1981 |      |
| Innenminister der Vereinigten Staaten                                  | Cecil Dale Andrus          |        | D                | 1977–1981 |      |
| Landwirtschaftsminister der Vereinigten Staaten                        | Robert Selmer Bergland     |        | D                | 1977–1981 |      |
| Handelsminister der Vereinigten Staaten                                | Juanita Morris Kreps       |        | D                | 1977–1979 |      |
| Handelsminister der Vereinigten Staaten                                | Philip Morris Klutznick    |        | D                | 1979–1981 |      |
| Arbeitsminister der Vereinigten Staaten                                | Freddie Ray Marshall       |        | D                | 1977–1981 |      |
| Gesundheits-, Bildungs- und Wohlfahrtsminister der Vereinigten Staaten | Joseph Anthony Califano    |        | D                | 1977–1979 |      |
| Gesundheits-, Bildungs- und Wohlfahrtsminister der Vereinigten Staaten | Patricia Roberts Harris    |        | D                | 1979–1980 |      |
| Gesundheitsministerin der Vereinigten Staaten                          | Patricia Roberts Harris    |        | D                | 1980–1981 |      |
| Bildungsministerin der Vereinigten Staaten                             | Shirley Mount Hufstedler   |        | D                | 1980–1981 |      |
| Bauminister der Vereinigten Staaten                                    | Patricia Roberts Harris    |        | D                | 1977–1979 |      |
| Bauminister der Vereinigten Staaten                                    | Maurice Edwin Landrieu     |        | D                | 1979–1981 |      |
| Verkehrsminister der Vereinigten Staaten                               | Brockman Adams             |        | D                | 1977–1979 |      |
| Verkehrsminister der Vereinigten Staaten                               | Neil Edward Goldschmidt    |        | D                | 1979–1981 |      |
| Energieminister der Vereinigten Staaten                                | James Rodney Schlesinger   |        | Republikaner (R) | 1977–1979 |      |
| Energieminister der Vereinigten Staaten                                | Charles William Duncan     |        | D                | 1979–1981 |      |
| Andere Mitglieder im Kabinettsrang                                     |                            |        |                  |           |      |
| Stabschef des Weißen Hauses                                            | William Hamilton Jordan    |        | D                | 1979–1980 |      |
| Stabschef des Weißen Hauses                                            | Jack H. Watson             |        | D                | 1980–1981 |      |
| Leiter der Environmental Protection Agency                             | Douglas Michael Costle     |        | D                | 1977–1981 |      |
| Direktor des Office of Management and Budget                           | Thomas Bertram Lance       |        | D                | 1977      |      |
| Direktor des Office of Management and Budget                           | James T. McIntyre          |        | D                | 1977–1981 |      |